# Omer Bar-Lev

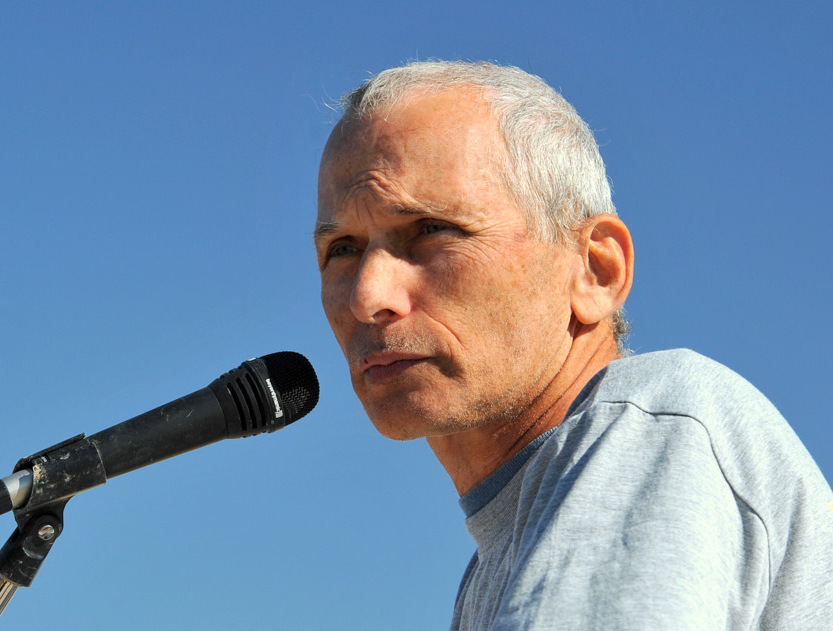
Omer Bar-Lev (2011)

Omer Bar-Lev (hebräisch עמר בר-לב, * 2. Oktober 1953 in Haifa) ist ein israelischer Politiker der Awoda.

## Leben
Bar-Lev war Schüler des Neuen Gymnasiums in Tel Aviv. Nach seiner Schulzeit leistete er seinen Militärdienst bei den israelischen Streitkräften. Er diente bis 1994 mit mehreren Unterbrechungen beim Militär, zunächst in der Spezialeinheit Sajeret Matkal, deren Kommandeur er von 1984 bis 1987 war. Anschließend studierte er an der Universität Tel Aviv Internationale Beziehungen. 2001 gründete er das Unternehmen Paieon Inc., dessen CEO er bis 2013 war. Seit 2014 ist Bar-Lev Abgeordneter in der Knesset.
Am 13. Juni 2021 wurde er als Minister für öffentliche Sicherheit in das Kabinett Bennett-Lapid berufen.
Bar-Lev ist verheiratet und hat drei Kinder.

## Werke
- Security Arrangements in the Golan for the Age of Modern Warfare